# Comté de Macon (Caroline du Nord)
Pour les articles homonymes, voir Comté de Macon.
Le comté de Macon est un comté de l'État de Caroline du Nord. Son siège est la ville de Franklin.

## Démographie
| 1830  | 1840  | 1850  | 1860  | 1870  | 1880  |
| ----- | ----- | ----- | ----- | ----- | ----- |
| 5 333 | 4 869 | 6 389 | 6 004 | 6 615 | 8 064 |

| 1890   | 1900   | 1910   | 1920   | 1930   | 1940   |
| ------ | ------ | ------ | ------ | ------ | ------ |
| 10 102 | 12 104 | 12 191 | 12 887 | 13 672 | 15 880 |

| 1950   | 1960   | 1970   | 1980   | 1990   | 2000   |
| ------ | ------ | ------ | ------ | ------ | ------ |
| 16 174 | 14 935 | 15 788 | 20 178 | 23 499 | 29 811 |

| 2010   | - | - | - | - | - |
| ------ | - | - | - | - | - |
| 33 922 | - | - | - | - | - |